# Dionisio Miguel Recio
Dionisio Miguel Recio (Valladolid, 26 de septiembre de 1942 - ibídem, 9 de diciembre de 2015) fue un político español del Partido Popular con destacada presencia en la provincia de Valladolid. Fue presidente del Club Balonmano Valladolid entre 2005 y 2012.

## Biografía
Fue Profesor de Ciencias Sociales especializado en Matemáticas que, tras cursar estudios en la Escuela Normal de Magisterio de Valladolid, impartió clases en Tudela de Duero, Olmedo, Villeguillo y Pedrajas de San Esteban, llegando a disponer de una plaza que nunca llegó a ocupar, por su dedicación posterior a la política, en el Instituto de Zorrilla de Valladolid. Fue en la localidad de Pedrajas de San Esteban, a la que había llegado en 1967 para ejercer como maestro, donde se inició en la política al convertirse en concejal del ayuntamiento en 1970. Se involucró por completo en las actividades culturales y deportivas de la localidad, llegando a entrenar y presidir el equipo de fútbol. Ocupó dicho cargo hasta 1979 y en 1983 fue elegido alcalde del municipio, sillón que mantuvo durante 12 años con mayorías muy destacadas. En 1987 obtuvo un escaño en la Diputación Provincial de Valladolid, en la que desarrolló diversas labores: portavoz de su grupo político (grupo Popular), responsable de Economía y Hacienda, Acción Territorial, miembro del Patronato de Turismo Provincial y Vicepresidente de la Institución, hasta enero de 1995.
Progresivamente fue ganando peso en la política provincial y finalmente autonómica. En 1995 fue nombrado, por la Junta de Consejeros del Gobierno de Castilla y León, director general de Turismo de la Comunidad, cargo en el que cesó en 2001. Durante este período, el Turismo de la comunidad castellanoleonesa vivió sus mejores épocas, convirtiéndose en la región de referencia en España en cuanto a turismo de interior, generándose bajo su dirección infinidad de propuestas de ocio, gastronomía y cultura que tuvieron un notable impacto en la economía de la región, especialmente en las áreas locales que, a través de patronatos de turismo, pusieron en valor sus riquezas monumentales, etnográficas, culturales y naturales. Uno de los proyectos más novedosos puesto en marcha en esta época fue la inauguración de la primera Feria Internacional de Turismo de Interior (Intur), hoy un referente en el sector turístico.
Nombrado en 2001 Coordinador General de Cultura de la Junta de Castilla y León y director general de la Fundación Siglo, su cometido más inmediato fue la gestión de la Orquesta Sinfónica de Castilla y León, ampliando después los cometidos de su área a las artes escénicas y a las artes plásticas, ocupándose, de hecho, de toda la promoción cultural de la comunidad.
En 2003 volvió a la política municipal como Concejal del Ayuntamiento de Valladolid y Diputado Provincial, ocupándose del área de Promoción Provincial de la Diputación, desde la que impulsó iniciativas como El Valle de los Seis Sentidos en Renedo de Esgueva, el Museo del Pan en Mayorga, el Museo de las Villas Romanas (Villa romana de Almenara-Puras) en Almenara de Adaja o la conversión de Urueña en Villa del Libro.

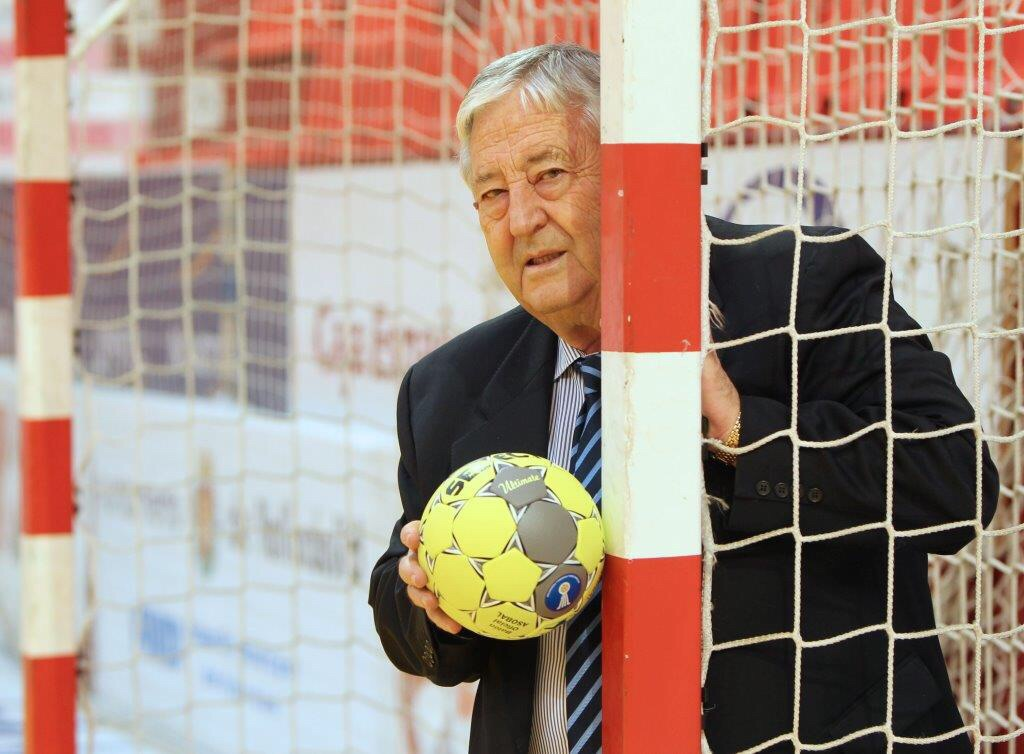
Dionisio Miguel Recio durante su etapa como presidente del Club Balonmano Valladolid. (Foto Archivo Club Balonmano Valladolid)

Alcanzó gran notoriedad al frente del Club Balonmano Valladolid. En 2005 fue elegido presidente tras un período electoral al que nadie se presentó, salvando al club de su desaparición por problemas económicos y que dirigió hasta 2012. Poco a poco los patrocinadores volvieron y, de su mano, el presupuesto del club fue incrementándose de manera que esto permitió reunir plantillas de jugadores de grandísimo nivel, conformando equipos sumamente competitivos que pelearon de tú a tú a los grandes del balonmano nacional y europeo. Durante su presidencia llegaron a Valladolid jugadores del calibre de Tomas Svensson, Alen Muratovic, Havard Tvedten, Raúl Entrerrios, Zikica Milosavjlevic, Carlos Prieto, Marko Krivokapić, Nenad Bilbija, Oscar Perales, Guillaume Joli, Ivan Nikčević, José Manuel Sierra, Edu Fernández, Davor Čutura, Eduardo Gurbindo o Christoffer Rambo, que compartieron pista con canteranos de la talla de Chema Rodríguez, García Parrondo o David Davis. Bajo su mandato el club alcanzó sus mayores éxitos deportivos, con dos Copas del Rey en 2005 y 2006, y una Recopa de Europa en 2009, adornando la andadura de máximos triunfos deportivos conseguidos por el club durante su etapa en la presidencia, galardones a los que habría que añadir la consecución de la mejor posición alcanzada nunca en la Liga Española por este club, tercer puesto tras Barcelona y Ciudad Real (2009 y 2010), así como las semifinales de Liga europea de Campeones en 2007 y Recopa en 2008 (de la que fue subcampeón en 2006).
El equipo se convirtió en el mejor embajador del deporte vallisoletano por España y Europa, pero la crisis económica mundial que surgió en los albores de 2008, impidió un mejor desarrollo de las actividades del club y generó una deuda acumulada que se convirtió en una losa para el club.
Finalmente, en 2012, decidió cesar en su cargo y convocar elecciones. Tras su marcha como presidente, el BM Valladolid, de la mano de una nueva directiva, no supo enderezar el rumbo y se vio abocado al concurso de acreedores que, acompañado de una grave crisis deportiva, terminó con su desaparición en 2014.
Calificado por sus compañeros como "un trabajador incansable, gran persona, íntegra y enamorado del mundo rural, castellano viejo, de carácter afable", colaboró, en sus últimos años, como voluntario del Banco de Alimentos de Valladolid.
El Ayuntamiento de Pedrajas de San Esteban aprobó por unanimidad de todos sus representantes, en el Pleno Extraordinario del 24 de noviembre de 2016, el nombramiento de D. Dionisio Miguel Recio como Hijo Adoptivo de la localidad a título póstumo, en reconocimiento de los innumerables servicios prestados a sus convecinos, a lo largo de toda su vida, como maestro de la localidad, concejal y alcalde, así como posteriormente desde cada una de las responsabilidades políticas que jalonaron sus carrera.
El acto oficial tuvo lugar el 14 de enero de 2017 en el Salón de Actos del Consistorio.